# Sidney Pereira
Sidney Pereira (Nanuque, 27 de março de 1961), é jornalista, fotógrafo de natureza e atua como repórter de telejornais no Brasil. Atualmente é repórter especial na TV Mirante - Afiliada Rede Globo, veículo a qual atua desde 1990.

## Biografia
Nasceu em Nanuque em Minas Gerais. Em 1988, se formou em Comunicação Social pela Universidade Federal do Maranhão (UFMA). Em 2007, concluiu pós-graduação em Comunicação e Reportagem pela Universidade Estadual do Maranhão (UEMA) e MBA em Meio Ambiente e Desenvolvimento pela Fundação Getúlio Vargas (RJ).
Iniciou sua carreira como repórter no noticiário local da TV Mirante, ascendendo posteriormente para os cargos de editor e apresentador. Entre os momentos marcantes da carreira como repórter, Sidney Pereira foi o primeiro a testemunhar o acidente em Alcântara, no Maranhão.
Desempenhou um papel crucial no desenvolvimento dos programas Mirante Rural e Repórter Mirante.
Ao longo de sua carreira, Sidney Pereira se destacou como autor de diversas reportagens premiadas, abrangendo áreas como meio ambiente, ciência e direitos humanos, o que lhe conferiu reconhecimento nacional. Em 2020, esse reconhecimento foi consolidado quando ele ganhou o Prêmio Tim Lopes de Jornalismo Investigativo na categoria de Direitos Humanos.

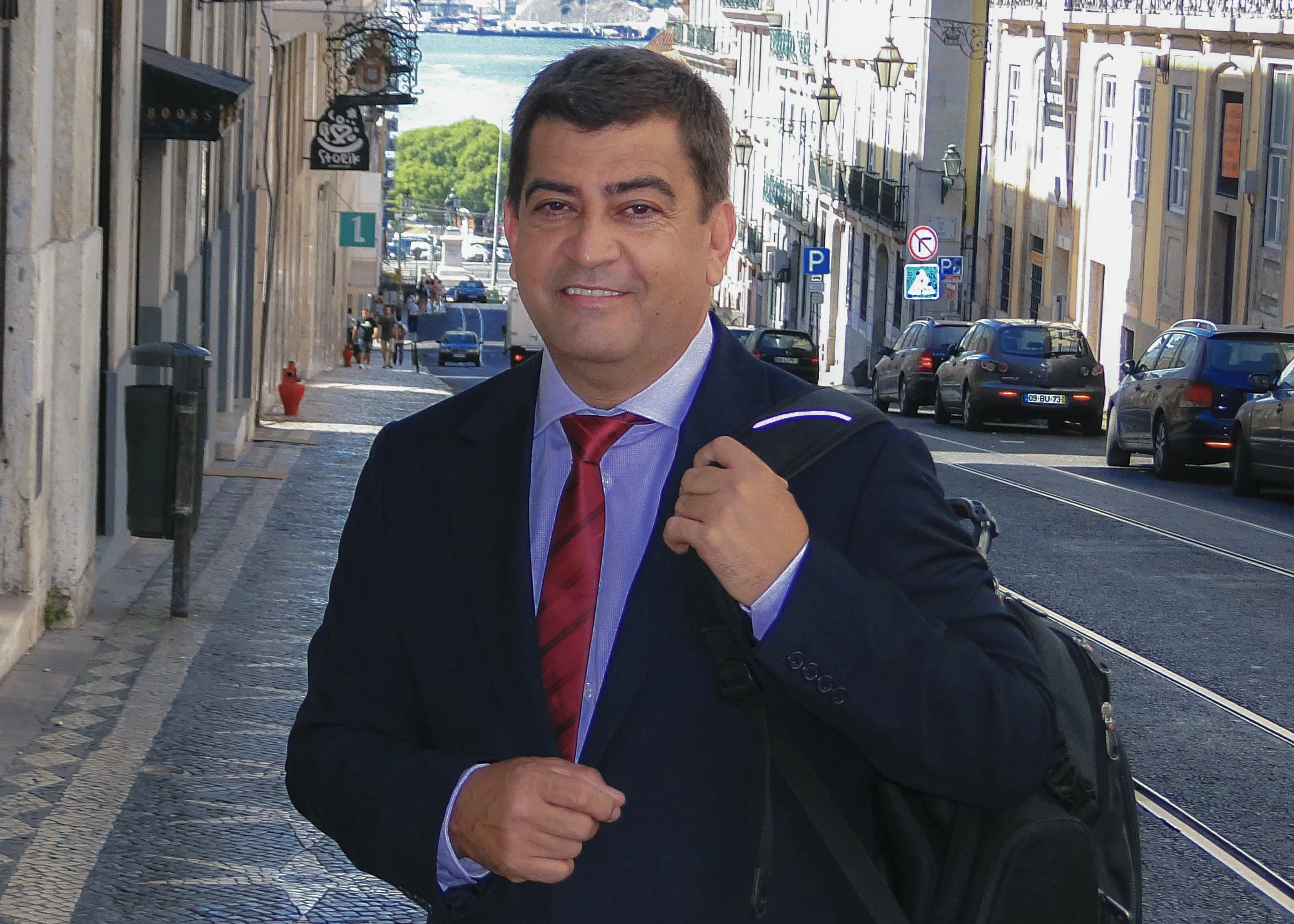
Sidney Pereira em Lisboa, Portugal

Atuou como enviado especial em Portugal e França; colaborou e colabora com os principais telejornais da Rede Globo - Globo Rural, Bom dia Brasil, Jornal Hoje, Jornal Nacional, Jornal da Globo e Fantástico, Globo News e Globo Internacional. 

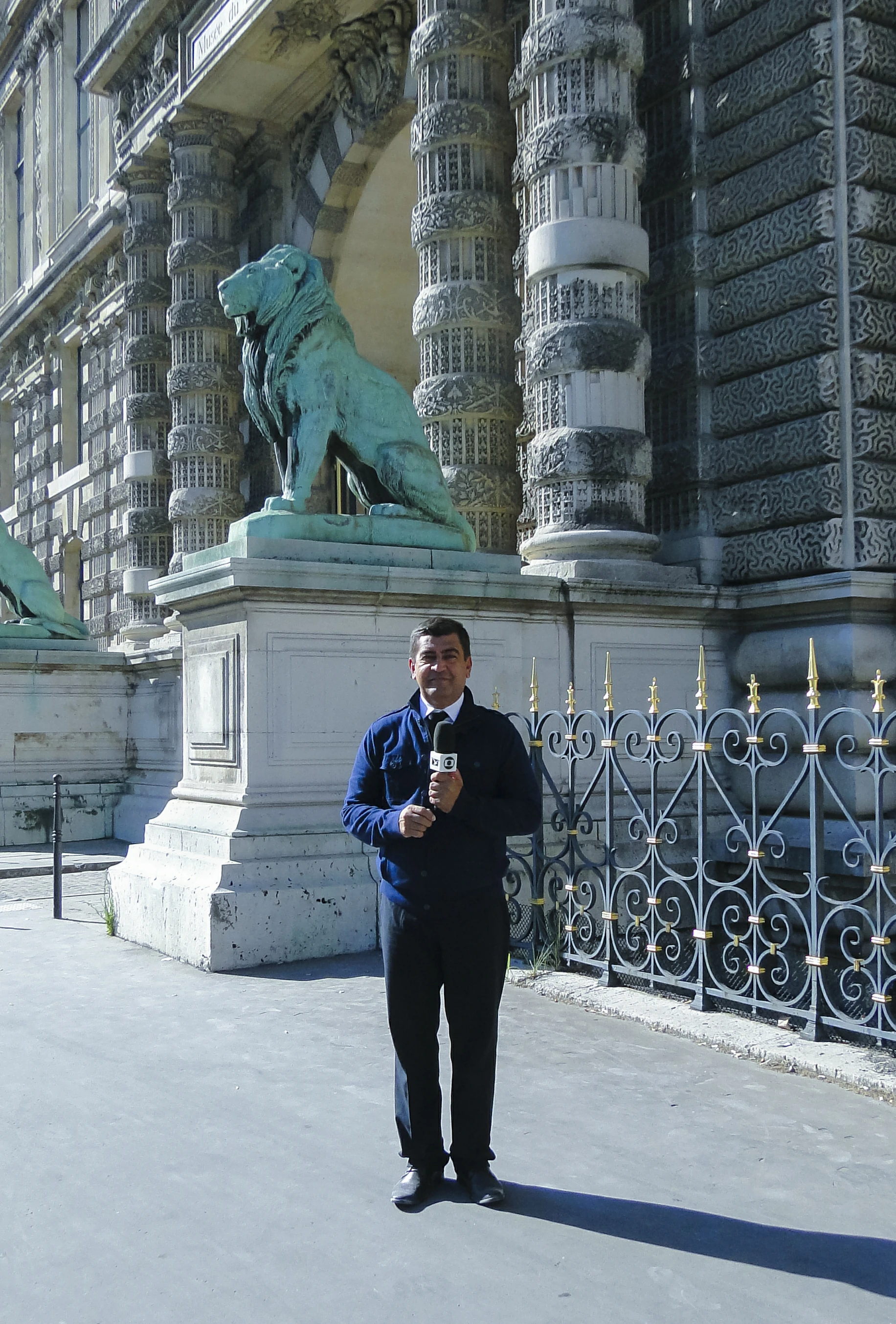
Repórter Sidney Pereira no Museu do Louvre, Paris, França.

## Prêmios
Prêmio FAPEMA (Fundação de Amparo á Pesquisa do Estado do Maranhão.)
- Venceu em 2005 e 2006.

Prêmio Catavento, 2005
- Ministério Público do Maranhão

Prêmio BNB de jornalismo, 2005
- Categoria: Mídia eletrônica [3]

Prêmio de jornalismo científico, FAPEMA - Fundação de Amparo á Pesquisa do Estado do Maranhão, 2005
- Categoria: Jornalismo Científico

Prêmio Guarnicê, Universidade Federal do Maranhão
- Venceu em 1988, 1997 e 1999.

Prêmio Tim Lopes, 2009
- Prêmio Tim Lopes de Jornalismo Investigativo.[2]